# Tamgrinia palpator
Espèce
Synonymes
- Titanoeca palpator Hu & Li, 1987

Titanoeca palpator est une espèce d'araignées aranéomorphes de la famille des Agelenidae.

## Distribution
Cette espèce se rencontre en Chine au Tibet et en Inde en Uttarakhand,,.

## Description
La femelle holotype mesure 17,40 mm et le mâle paratype 13,20 mm.
Le mâle décrit par Quasin, Sarkar, Siliwal et Uniyal en 2022 mesure 11,35 mm et la femelle 16,3 mm.

## Systématique et taxinomie
Cette espèce a été décrite sous le protonyme Titanoeca palpator par Hu et Li en 1987. Elle est placée dans le genre Tamgrinia par Zhu, Wang et Zhang en 2017.

## Publication originale
- Hu & Li, 1987 : « The spiders collected from the fields and the forests of Xizang Autonomous Region, China. (II). » Agricultural Insects, Spiders, Plant Diseases and Weeds of Xizang, vol. 2, p. 247-353.